# Hiszpańskie srebrne escudo
Hiszpańskie srebrne escudo (Escudo de Plata) było jednostką monetarną w Hiszpanii w latach 1864–1868.
Hiszpańskie srebrne escudo bywa również mylone ze złotym escudo, wartym czterokrotnie więcej.
Escudo zamieniło hiszpańskiego reala w stosunku 10 realów = 1 escudo.
Samo zostało w 1868r. zastąpione pesetą, w stosunku 2½ pesety = 1 escudo, gdy Hiszpania wstąpiła do Łacińskiej Unii Monetarnej.